# Mohammad Ghazi
 (avril 2019).
 (mai 2019).
Pour les articles homonymes, voir Ghazi.
Mohammad Ghazi (persan : محمد قاضی, né le 3 août 1913 à Mahabad (situé en Azerbaïdjan occidental) et mort le 14 janvier 1998 à Téhéran, est un traducteur iranien depuis le français. 
Il est surnommé « Père de la traduction en persan »[réf. nécessaire].

## Biographie
Dans sa jeunesse, Mohammad Ghazi s’est installé à Téhéran et a obtenu sa licence de droit en 1939 à l’Université de Téhéran. Après son service militaire, il s’est engagé au ministère des Finances et il y a travaillé jusqu’à sa retraite en 1977. Durant ce temps, il était fidèle au parti Tudeh. 
En 1953, Ghazi a réussi de faire publier la traduction de L’Île des Pingouins. L’année suivante, il a traduit Le Petit Prince. La fluidité de ses deux premières traductions l’a vite rendu célèbre. Ayant traduit Don Quichotte, il a reçu le prix de la meilleure traduction de l’Université de Téhéran. Depuis sa retraite, il a consacré tout son temps à la traduction. 
Il a traduit plus de 60 livres dont les plus lus sont : Madame Bovary, Le Dernier Jour d'un condamné, La Liberté ou la Mort, Le Christ recrucifié, Alexis Zorba et Décaméron. 

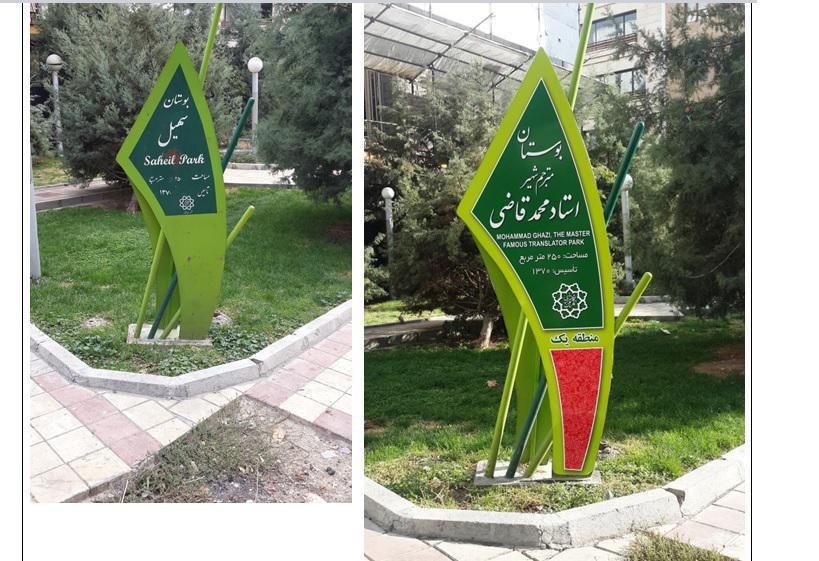
Un Parc à Téhéran ayant récemment le nom de Mohammad Ghazi